# Віда Самадзай
Віда Самадзай (нар. 22 лютого 1978, провінція Хост, Афганістан) — активістка афганського жіночого руху. Переможниця конкурсу краси «Міс Афганістан» та учасниця конкурсу «Міс Земля — 2003», де вона удостоїлась спеціальної нагороди «Краса за праве діло».

## Життєпис
Віда Самадзай — пуштунка, народилася і виросла в Афганістані. У 1996 році, рятуючись від режиму талібів, емігрувала до США. Вивчає маркетинг в Каліфорнійському університеті. Взяла активну участь у заснуванні в США благодійної організації афганських жінок, яка здійснює допомогу афганкам з правових питань та питань освіти. 
У 2003 році Віда Самадзай взяла участь в конкурсі краси «Міс Земля», що проходив в Манілі (Філіппіни). Вона стала другою «Міс Афганістан», що брала участь в міжнародному конкурсі краси, з тих пір як Зохра Дауд отримала цей титул у 1974 році. Її участь в конкурсі і особливо, поява в червоному бікіні, викликала осуд серед офіційних осіб Афганістану, зокрема, голови Верховного суду Афганістану Фазеля Ахмада Манаві і міністра у справах жінок Хабіби Сурабі, які заявили, що така демонстрація жіночого тіла суперечить законам ісламу і культурі Афганістану. Вона отримала спеціальний приз «Краса за справу миру». Нагорода була вручена за «явлення собою символу новознайденої непохитності, відваги і духу сучасної жінки». Цей приз вручений вперше за всю історію конкурсу. Самадзай сказала, що її участь в конкурсі стала потужним посланням її співвітчизницям.
У 2004 році Самадзай повернулася на Філіппіни. Вона була одним з членів журі, який обрав Присциллу Мейреллеш «Міс Земля — 2004».